# Anthela virescens
Anthela virescens là một loài bướm đêm thuộc họ Anthelidae. Loài này có ở Úc.